# Tenshi no 3P!
Tenshi no 3P! (天使の3P?) son una serie de novelas ligeras escritas por Sagu Aoyama e ilustradas por Tinkle. ASCII Media Works ha publicado hasta la fecha ocho volúmenes desde junio del 2012 bajo la imprenta Dengeki Bunko. Dos adaptadaciones al manga han sido publicadas. Una adaptación al anime por parte del estudio Project No.9 fue emitido entre julio y septiembre del 2017.

## Sinopsis
Kyō Nukui es un adolescente que no va a la escuela y pasa sus días componiendo música y la publica en un sitio web en línea. Un día es contactado por un trio de niñas de un orfanato y le preguntan si puede ayudarlas a hacer un concierto en una iglesia. Intrigado y después impresionado por sus habilidades, Nukui decide ayudarlas.

## Personajes
Kyo Nukui (貫井 響 Nukui Kyō?)
Seiyū: Yuki Inoue
El protagonista principal, va a la preparatoria aunque al inicio no asiste, él ama la música y compone sus propias canciones para después publicarlas en línea bajo el seudónimo de HibikiP.
Jun Gotō (五島 潤 Gotō Jun?)
Seiyū: Yūko Ōno
Jun es la más joven de las chicas de la banda, y la guitarrista. Ella es la más inocente tiene problemas para expresarse.
Nozomi Momijidani (紅葉谷 希美 Momijidani Nozomi?)
Seiyū: Yurika Endō
Ella es la chica más grande del grupo, y ella desempeña el papel de bajista. Ella dirige el grupo y se dirige a las demás como "Pequeñas Hermanas".
Sora Kaneshiro (金城そら Kaneshiro Sora?)
Seiyū: Aoi Koga
Sora es el baterista de la banda y la segunda con más edad del trío. Ella es la chica más pasiva, siempre con una expresión relajada y con sueño en su rostro.
Kurumi Nukui (貫井 くるみ Nukui Kurumi?)
Seiyū: Rina Hidaka
La hermana pequeña de Kyō, que usualmente la retrasa por su decisión de no ir a la escuela, pero le encanta estar a su lado. Ella es también una compañera de clase de Jun y las otras chicas y esta un poco celosa de ellas por llevarse bien con su hermano.
Sakura Toriumi (鳥海桜花 Toriumi Sakura?)
Seiyū: Kanae Itō
Una de los compañeras de clase de Kyō y una amiga de la niñez de él, ella es también una huérfana de Little Wing y actúa como la hermana mayor de las niñas de la banda. Está enamorada en secreto de Kyō y apoya sus esfuerzos para volver a la escuela y reasumir su vida estudiantil.
Masayoshi Sawatari (佐渡正義 Sawatari Masayoshi?)
Seiyū: Toru Ohkawa
El es el dueño del orfanato de Little Wing donde las chicas viven. También es un aficionado a la pesca.
Koume Ogi (尾城小梅 Ogi Koume?)
Seiyū: Kana Hanazawa
Una niña que es la sacerdotisa de una isla, más tarde se revela que ella es la que dibuja las ilustraciones para las canciones que Kyō compone y publica.
Yuzuha Aigae (相ヶ江柚葉 Aigae Yuzuha?)
Seiyū: Yuka Iguchi
Una chica que es fiel a Koume, Se hace pasar por Ogi por petición de ella cuando Lien de familie llega a tocar a la isla

## Medios

### Novela Ligera
"Tenshi no 3P!" son una serie de novelas escritas por Sagu Aoyama e ilustradas por Tinkle; y se han publicado ocho volúmenes hasta la fecha por ASCII Media Works bajo la imprenta Dengeki Bunko

#### Manga
Una adaptación al manga ilustrada por Yuzu Mizutani es serializada por ASCII Media Works desde julio del 2014. El primer volumen tankōbon fue lanzado el 10 de noviembre de 2014; y tres volúmenes han sido publicados hasta febrero del 2016. Un manga spin-off titulado Tenshi no 3P! no 3P!! ilustrado por Omiya ha sido serializado por la revista Dengeki Moeoh de ASCII Media Works' desde diciembre de 2013. El primer volumen del manga spin-off fue lanzado en julio de 2015.

### Anime
Una adaptación a serie anime de 12 episodios por el estudio Project No.9 se emitió desde el 10 de julio hasta el 25 de septiembre de 2017. La serie es dirigida por Shinsuke Yanagi, con historia escrita por Gō Zappa y la música es compuesta por Akito Matsuda. Crunchyroll emitió el anime por medio de streaming.

### Música
El Opening del anime se titula Habateki no bāsudei (羽ばたきのバースデイ) y el Ending se titula Kusabi (楔) ambos interpretados por Baby's breath, un grupo formado por Yuko Ōno, Yurika Endo y Aoi Koga (seiyūs de Jun,Nozomi y Sora respectivamente). Además el anime cuenta con varias Insert Songs a lo largo de sus capítulos como Shinkan Purizuna (深海プリズナー), Monokuromu Kajo-e (モノクローム果樹園), Taisetsu Kikoeru (大切がきこえる), Fasuto Teikū (ファーストテイク), INNOCENT BLUE y HOWLING, todas estas interpretadas por Lien de Familie (grupo conformado por Sora,Jun y Nozomi). El álbum de las canciones del anime salió a la venta el 27 de septiembre de 2017